# ISO 3166-2:MV
Die Liste der ISO-3166-2-Codes für die Malediven enthält die Codes für die zwei Städte (Malé und Addu City) und 19 Verwaltungsatolle.

Die Codes bestehen aus zwei Teilen, die durch einen Bindestrich voneinander getrennt sind. Der erste Teil gibt den Landescode gemäß ISO 3166-1 (für die Malediven MV), der zweite den Code für das Verwaltungsatoll und die Stadt wieder.
Die aktuellen Codes stehen auf der Seite der ISO unter #iso:code:3166:MV zur Verfügung.

Zwei Städte und 19 Verwaltungsatolle

1998, jedoch nach der Veröffentlichung, wurde das Ari-Atoll (Alif) in einen Nordteil (Alif Alif) und einen Südteil (Alif Dhaal) geteilt. Deshalb hatten die beiden Distrikte bis zum Update 2011 den gleichen Code MV-02. Die 2008 vorgestellten Provinzen wurden 2012 wieder aufgegeben. Das Seenu-Atoll wurde inzwischen zur Stadt Addu City erhoben.
| Stadt     | Code   |
| --------- | ------ |
| Malé      | MV-MLE |
| Addu City | MV-01  |

| Verwaltungsatoll | Code  |
| ---------------- | ----- |
| Alif Dhaal       | MV-00 |
| Alif Alif        | MV-02 |
| Lhaviyani        | MV-03 |
| Vaavu            | MV-04 |
| Laamu            | MV-05 |
| Haa Alifu        | MV-07 |
| Thaa             | MV-08 |
| Meemu            | MV-12 |
| Raa              | MV-13 |
| Faafu            | MV-14 |
| Dhaalu           | MV-17 |
| Baa              | MV-20 |
| Haa Dhaalu       | MV-23 |
| Shaviyani        | MV-24 |
| Noonu            | MV-25 |
| Kaafu            | MV-26 |
| Gaafu Alif       | MV-27 |
| Gaafu Dhaalu     | MV-28 |
| Gnaviyani        | MV-29 |